# Jacobe Lillemose
Jacob Lillemose  (Copenhague 1974)  es un historiador del arte danés, especialista en arte tecnológico, vive y trabaja en Copenhague.

## Trayectoria profesional
Realizó un doctorado en Filosofía en el Instituto de Arte y estudios Culturales de la Universidad de Copenhague en el año 2011, con una tesis titulada  Art as Information Tool. Critical Engagements with Contemporary Software Cultures. Está involucrado en la investigación histórica y teórica del arte generado por ordenador. Es codirector de la revista on line Art Node, revista de Arte, Ciencia y Tecnología promovida por la Universidad Abierta de Cataluña. Asimismo trabaja como comisario de exposiciones y crítico artístico.

## Comisariados
Desde mediados de los años 90 trabaja como comisario independiente de arte contemporáneo participando en conferencias y textos. En la exposición de Daniel García Andújar en el Museo Centro de Arte Reina Sofía en Madrid, España, escribió dos textos sobre la obra de este autor español titulados "Free Software on the Surface, Behind the Screen and in a Cultural Kaleidoscope" (Artnode, 2007) y “Does Free Software Have an Image Problem?” (NAi, -- 2008).
Es comisario del festival alemán  de arte y tecnología Transmediale desde el año 2011. Transmediale  es un festival internacional  especializado en la teoría y práctica del arte tecnológico. Como especialista en la artista norteamericana Sonia Sheridan, investigadora y precursora del arte tecnológico en su país natal, Estados Unidos, y en Europa y Japón, comisarió de esta autora la exposición antológica en Transmediale, en el año 2013, con el título Imaging with Machine Processes. The Generative Art of Sonia Landy Sheridan 
Ha trabajado con la tradición del legado del arte conceptual  y fue comisario de la exposición de films del artista norteamericano Gordon Matta-Clark. Su línea curatorial en el campo del arte tecnológico incluye exposiciones con Heath Bunting, UBERMORGEN.COM, Technologies to the People, y Cornelia Sollfrank.
Ha sido co comisario de la exposición retrospectiva itinerante  (w. Inke Arns) de los trabajos del grupo irational.org. Además es miembro del colectivo danés de net art denominado Artnode y también ha editado la antología, We Love Your Computer. An Anthology on Net Art (2008), que fue publicada por el mismo colectivo  Artnode.
Miembro de la  Royal Art Academy de Copenhague.
Dirige en Copenhague el espacio dedicado a exposiciones y crítica social denominado X and Beyond.

## Publicaciones
Ha colaborado en numerosos medios tales como Le Monde Diplomatique, Freize, y Kunstkritikk.así como en catálogos de diversos artistas como David Lamelas, William Anastasi, Daniel Garcia Andujar, Cornelia Sollfrank y Jesper. 
Lillemose publicó el libro-catálogo   Art Line  con una contribución  titulada “Investigations of the Digital Non-site": con Robert Smithson  con el título "Curating Net and Software Art Today”.
En el año 2022, publicó su novela titulada  Arquitecture Zero editado en Dinamarca por Mook Book